# Diskografie Aloe Blacca
Toto je seznam vydané diskografie amerického zpěváka Aloe Blacca.

## Studiová alba
| Název                                                                                   | Detaily o albu                                            | Umístění v hitparádách | Umístění v hitparádách | Umístění v hitparádách | Umístění v hitparádách | Umístění v hitparádách | Umístění v hitparádách | Umístění v hitparádách | Umístění v hitparádách | Umístění v hitparádách | Umístění v hitparádách | Certifikace                               |
| Název                                                                                   | Detaily o albu                                            | US                     | US R&B                 | AUS                    | AUT                    | BEL (FL)               | FRA                    | GER                    | NZ                     | SWI                    | UK                     | Certifikace                               |
| --------------------------------------------------------------------------------------- | --------------------------------------------------------- | ---------------------- | ---------------------- | ---------------------- | ---------------------- | ---------------------- | ---------------------- | ---------------------- | ---------------------- | ---------------------- | ---------------------- | ----------------------------------------- |
| Shine Through                                                                           | - Vydáno: 11. července 2006 - Vydavatelství: Stones Throw | —                      | —                      | —                      | —                      | —                      | —                      | —                      | —                      | —                      | —                      |                                           |
| Good Things                                                                             | - Vydáno: 28. září 2010 - Vydavatelství: Stones Throw     | —                      | 41                     | 22                     | 36                     | 5                      | 19                     | 29                     | 21                     | 31                     | 8                      | - BPI: Gold - IFPI AUT: Gold - BVMI: Gold |
| Lift Your Spirit                                                                        | - Vydáno: 25. října 2013 - Vydavatelství: Interscope      | 4                      | 2                      | 19                     | 43                     | 33                     | 12                     | 16                     | 10                     | 22                     | 5                      |                                           |
| Christmas Funk                                                                          | - Vydáno: 9. listopadu 2018 - Vydavatelství: nezávislé    | —                      | —                      | —                      | —                      | —                      | —                      | —                      | —                      | —                      | —                      |                                           |
| All Love Everything                                                                     | - Vydáno: 2. října 2020 - Vydavatelství: BMG              | —                      | —                      | —                      | —                      | —                      | 154                    | 66                     | —                      | 51                     | —                      |                                           |
| "—" značí, že se nahrávka neumístila v hitparádách nebo v tomto území ani nebyla vydána |                                                           |                        |                        |                        |                        |                        |                        |                        |                        |                        |                        |                                           |

## Extended play
| Název                                                                                   | Detaily                                                             | Umístění v hitparádě |
| Název                                                                                   | Detaily                                                             | US                   |
| --------------------------------------------------------------------------------------- | ------------------------------------------------------------------- | -------------------- |
| The Aloe Blacc EP                                                                       | - Vydáno: 2003 - Vydavatelství: Ipo Wax                             | —                    |
| The Aloe Blacc EP 2: Me and My Music                                                    | - Vydáno: 28. září 2004 - Vydavatelství: Ipo Wax                    | —                    |
| Energy Live Session: Aloe Blacc & the Grand Scheme                                      | - Vydáno: 24. září 2013 - Vydavatelství: Universal                  | —                    |
| Wake Me Up                                                                              | - Vydáno: 24. září 2013 - Vydavatelství: Interscope                 | 32                   |
| Christmas                                                                               | - Vydáno: 11. prosince 2015 - Vydavatelství: Interscope             | —                    |
| Rock My Soul: Volume I                                                                  | - Vydáno: 7. června 2024 - Vydavatelství: Grand Scheme Productions  | —                    |
| Rock My Soul: Volume II                                                                 | - Vydáno: 28. června 2024 - Vydavatelství: Grand Scheme Productions | —                    |
| "—" značí, že se nahrávka neumístila v hitparádách nebo v tomto území ani nebyla vydána |                                                                     |                      |

## Singly

### Jako hlavní umělec
| Název                                                                                   | Rok  | Umístění v hitparádách | Umístění v hitparádách | Umístění v hitparádách | Umístění v hitparádách | Umístění v hitparádách | Umístění v hitparádách | Umístění v hitparádách | Umístění v hitparádách | Umístění v hitparádách | Umístění v hitparádách | Certifikace                                                                                   | Album                        |
| Název                                                                                   | Rok  | US                     | US R&B                 | AUS                    | AUT                    | BEL                    | FRA                    | GER                    | NZ                     | SWI                    | UK                     | Certifikace                                                                                   | Album                        |
| --------------------------------------------------------------------------------------- | ---- | ---------------------- | ---------------------- | ---------------------- | ---------------------- | ---------------------- | ---------------------- | ---------------------- | ---------------------- | ---------------------- | ---------------------- | --------------------------------------------------------------------------------------------- | ---------------------------- |
| "Personal Business"                                                                     | 2003 | —                      | —                      | —                      | —                      | —                      | —                      | —                      | —                      | —                      | —                      |                                                                                               | The Aloe Blacc EP            |
| "Want Me"                                                                               | 2005 | —                      | —                      | —                      | —                      | —                      | —                      | —                      | —                      | —                      | —                      |                                                                                               | Shine Through                |
| "I'm Beautiful"                                                                         | 2006 | —                      | —                      | —                      | —                      | —                      | —                      | —                      | —                      | —                      | —                      |                                                                                               | Shine Through                |
| "Dance for Life"                                                                        | 2006 | —                      | —                      | —                      | —                      | —                      | —                      | —                      | —                      | —                      | —                      |                                                                                               | Shine Through                |
| "Get Down"                                                                              | 2006 | —                      | —                      | —                      | —                      | —                      | —                      | —                      | —                      | —                      | —                      |                                                                                               | Singl bez alb                |
| "I Need a Dollar"                                                                       | 2010 | —                      | —                      | 11                     | 5                      | 1                      | 52                     | 4                      | 20                     | 5                      | 2                      | - ARIA: 2× Platinum - BEA: Gold - BPI: Platinum - BVMI: 3× Gold - IFPI AUT: Gold - RMNZ: Gold | Good Things                  |
| "Femme Fatale"                                                                          | 2010 | —                      | —                      | —                      | —                      | —                      | —                      | —                      | —                      | —                      | —                      |                                                                                               | Good Things                  |
| "You Make Me Smile"                                                                     | 2010 | —                      | —                      | —                      | —                      | —                      | —                      | —                      | —                      | —                      | —                      |                                                                                               | Good Things                  |
| "Loving You Is Killing Me"                                                              | 2011 | —                      | —                      | —                      | 8                      | 62                     | —                      | 12                     | —                      | 26                     | —                      | - BVMI: Gold - IFPI AUT: Gold                                                                 | Good Things                  |
| "Green Lights"                                                                          | 2011 | —                      | —                      | —                      | 69                     | —                      | —                      | —                      | —                      | —                      | 130                    |                                                                                               | Good Things                  |
| "Wake Me Up"                                                                            | 2013 | —                      | —                      | —                      | 71                     | 30                     | 20                     | 42                     | —                      | 23                     | 69                     |                                                                                               | Lift Your Spirit             |
| "Ticking Bomb"                                                                          | 2013 | —                      | —                      | —                      | —                      | —                      | —                      | —                      | —                      | —                      | —                      |                                                                                               | Lift Your Spirit             |
| "The Man"                                                                               | 2014 | 8                      | 4                      | 10                     | 19                     | 29                     | 23                     | 22                     | 5                      | 40                     | 1                      | - RIAA: Platinum - ARIA: Platinum - BPI: Gold - BVMI: Gold - RMNZ: Gold                       | Lift Your Spirit             |
| "The World Is Ours" (s David Correy)                                                    | 2014 | —                      | —                      | —                      | —                      | 92                     | —                      | —                      | —                      | —                      | —                      |                                                                                               | One Love, One Rhythm         |
| "Hello World"                                                                           | 2014 | —                      | —                      | —                      | —                      | 106                    | —                      | —                      | —                      | —                      | —                      |                                                                                               | Singl bez alb                |
| "Here Today"                                                                            | 2014 | —                      | —                      | —                      | —                      | —                      | —                      | —                      | —                      | —                      | —                      |                                                                                               | Lift Your Spirit             |
| "Together (RED)"                                                                        | 2014 | —                      | —                      | —                      | —                      | —                      | —                      | —                      | —                      | —                      | —                      |                                                                                               | Singly bez alb               |
| "Make Way"                                                                              | 2018 | —                      | —                      | —                      | —                      | —                      | —                      | —                      | —                      | —                      | —                      |                                                                                               | Singly bez alb               |
| "Brooklyn in the Summer"                                                                | 2018 | —                      | —                      | —                      | —                      | 81                     | —                      | —                      | —                      | —                      | —                      |                                                                                               | Singly bez alb               |
| "Hurt People" (s Gryffin)                                                               | 2019 | —                      | —                      | —                      | —                      | —                      | —                      | —                      | —                      | —                      | —                      |                                                                                               | Gravity                      |
| "Getting Started" (from the Motion Picture Hobbs & Shaw) (feat. JID)                    | 2019 | —                      | —                      | —                      | —                      | —                      | —                      | —                      | —                      | —                      | —                      |                                                                                               | Singly bez alb               |
| "Snitch" (s Netsky)                                                                     | 2019 | —                      | —                      | —                      | —                      | —                      | —                      | —                      | —                      | —                      | —                      |                                                                                               | Singly bez alb               |
| "Greatest Show on Earth" (s Pegasus)                                                    | 2019 | —                      | —                      | —                      | —                      | —                      | —                      | —                      | —                      | 54                     | —                      |                                                                                               | Singly bez alb               |
| "I Do"                                                                                  | 2020 | —                      | —                      | —                      | —                      | —                      | —                      | —                      | —                      | —                      | —                      |                                                                                               | All Love Everything          |
| "My Way"                                                                                | 2020 | —                      | —                      | —                      | —                      | —                      | —                      | —                      | —                      | —                      | —                      |                                                                                               | All Love Everything          |
| "Hold On Tight"                                                                         | 2020 | —                      | —                      | —                      | —                      | —                      | —                      | —                      | —                      | —                      | —                      |                                                                                               | All Love Everything          |
| "My Way" (se Steve Aoki)                                                                | 2020 | —                      | —                      | —                      | —                      | —                      | —                      | —                      | —                      | —                      | —                      |                                                                                               | Singl bez alb                |
| "I Do" (s LeAnn Rimes)                                                                  | 2021 | —                      | —                      | —                      | —                      | —                      | —                      | —                      | —                      | —                      | —                      |                                                                                               | All Love Everything (Deluxe) |
| "Tin Cups" (se ZZ Ward)                                                                 | 2022 | —                      | —                      | —                      | —                      | —                      | —                      | —                      | —                      | —                      | —                      |                                                                                               | Dirty Shine                  |
| "Goodbye" (s Engelmorte)                                                                | 2024 | —                      | —                      | —                      | —                      | —                      | —                      | —                      | —                      | —                      | —                      |                                                                                               | bude oznámeno                |
| "—" značí, že se nahrávka neumístila v hitparádách nebo v tomto území ani nebyla vydána |      |                        |                        |                        |                        |                        |                        |                        |                        |                        |                        |                                                                                               |                              |

### Jako vedlejší umělec
| Název                                                                                   | Rok  | Umístění v hitparádách | Umístění v hitparádách | Umístění v hitparádách | Umístění v hitparádách | Album                       |
| Název                                                                                   | Rok  | US                     | BEL                    | FRA                    | SWE                    | Album                       |
| --------------------------------------------------------------------------------------- | ---- | ---------------------- | ---------------------- | ---------------------- | ---------------------- | --------------------------- |
| "Where I'm From" (MED feat. Aloe Blacc)                                                 | 2010 | —                      | —                      | —                      | —                      | Classic                     |
| "Days Chasing Days" (Blame One feat. Exile, Aloe Blacc a Beleaf)                        | 2011 | —                      | —                      | —                      | —                      | Days Chasing Days           |
| "The Sound of Swing (Oh Na Na)" (The Kenneth Bager Experience feat. Aloe Blacc)         | 2011 | —                      | —                      | —                      | —                      | Singl bez alb               |
| "Where Does the Time Go?" (The Bamboos feat. Aloe Blacc)                                | 2012 | —                      | 67                     | —                      | —                      | Medicine Man                |
| "Time to Go" (Wax Tailor feat. Aloe Blacc)                                              | 2012 | —                      | 95                     | —                      | —                      | Dusty Rainbow from the Dark |
| "More Than Material" (Roseaux feat. Aloe Blacc)                                         | 2012 | —                      | —                      | 80                     | —                      | Roseaux                     |
| "Show Me the Way" (Dilated Peoples featu. Aloe Blacc)                                   | 2014 | —                      | —                      | —                      | —                      | Directors of Photography    |
| "Something to Believe In" (Fashawn feat. Nas a Aloe Blacc)                              | 2015 | —                      | —                      | —                      | —                      | The Ecology                 |
| "Verge" (Owl City feat. Aloe Blacc)                                                     | 2015 | —                      | —                      | —                      | —                      | Mobile Orchestra            |
| "Candyman" (Zedd feat. Aloe Blacc)                                                      | 2016 | —                      | —                      | —                      | —                      | Singly bez alb              |
| "Smile" (Maya Jupiter feat. Aloe Blacc)                                                 | 2016 | —                      | —                      | —                      | —                      | Singly bez alb              |
| "Counting On Me" (Aeroplane a Purple Disco Machine feat. Aloe Blacc)                    | 2016 | —                      | —                      | —                      | —                      | Singly bez alb              |
| "S.O.S (Sound of Swing)" (Kenneth Bager vs. Yolanda Be Cool feat. Aloe Blacc)           | 2016 | —                      | —                      | —                      | —                      | Singly bez alb              |
| "Imperfection" (Gentleman feat. Aloe Blacc)                                             | 2017 | —                      | —                      | —                      | —                      | Singly bez alb              |
| "Secrets" (Engine-EarZ Experiment feat. Aloe Blacc a Ayanna Witter-Johnson)             | 2017 | —                      | —                      | —                      | —                      | Symbol                      |
| "Carry You Home" (Tiësto feat. Stargate a Aloe Blacc)                                   | 2017 | —                      | —                      | —                      | —                      | Club Life, Vol. 5 - China   |
| "Milk & Honey" (Tropkillaz feat. Aloe Blacc)                                            | 2018 | —                      | —                      | —                      | —                      | Singl bez alb               |
| "SOS" (Avicii feat. Aloe Blacc)                                                         | 2019 | 68                     | 2                      | 93                     | 1                      | Tim                         |
| "Truth Never Lies" (Lost Frequencies feat. Aloe Blacc)                                  | 2019 | —                      | —                      | —                      | —                      | Alive and Feeling Fine      |
| "Never Be Alone" (David Guetta a Morten feat. Aloe Blacc)                               | 2019 | —                      | —                      | —                      | —                      | Singly bez alb              |
| "Better Than Ever" (Flight Facilities feat. Aloe Blacc)                                 | 2019 | —                      | —                      | —                      | —                      | Singly bez alb              |
| "Better Day" (Young Bombs feat. Aloe Blacc)                                             | 2019 | —                      | —                      | —                      | —                      | The Young Bombs Show        |
| "Dont Worry" (Mesto feat. Aloe Blacc)                                                   | 2019 | —                      | —                      | —                      | —                      | Singly bez alb              |
| "I'm In Love" (Paul Oakenfold feat. Aloe Blacc)                                         | 2021 | —                      | —                      | —                      | —                      | Singly bez alb              |
| "Set Me Free" (Dvbbs feat. Aloe Blacc)                                                  | 2021 | —                      | —                      | —                      | —                      | Sleep                       |
| "Can't Get Over You" (Gabry Ponte feat. Aloe Blacc)                                     | 2021 | —                      | —                      | —                      | —                      | Singl bez alb               |
| "—" značí, že se nahrávka neumístila v hitparádách nebo v tomto území ani nebyla vydána |      |                        |                        |                        |                        |                             |

## Spolu umělec
| Název                                                  | Rok  | Další umělec                       | Album                                                     |
| ------------------------------------------------------ | ---- | ---------------------------------- | --------------------------------------------------------- |
| "Vida"                                                 | 2012 | Max Herre                          | Hallo Welt!                                               |
| "So wundervoll"                                        | 2012 | Max Herre                          | Hallo Welt!                                               |
| "Strange Things"                                       | 2012 | Roseaux                            | Roseaux                                                   |
| "If You Didn't Love Me (Don't Go Away)"                | 2012 | Roseaux                            | Roseaux                                                   |
| "Walking on the Moon"                                  | 2012 | Roseaux                            | Roseaux                                                   |
| "Girl You Rock My Soul"                                | 2012 | Roseaux                            | Roseaux                                                   |
| "We All Must Live Together"                            | 2012 | Roseaux                            | Roseaux                                                   |
| "Clarao Da Lua"                                        | 2012 | Roseaux                            | Roseaux                                                   |
| "Indifference"                                         | 2012 | Roseaux                            | Roseaux                                                   |
| "Try Me"                                               | 2012 | Roseaux                            | Roseaux                                                   |
| "Missing You"                                          | 2012 | Roseaux                            | Roseaux                                                   |
| "If You Didn't Love Me (Don't Go Away) [Winter Outro]" | 2012 | Roseaux                            | Roseaux                                                   |
| "Danger Zone"                                          | 2013 | Marcelo D2                         | Nada Pode Me Parar                                        |
| "That Spirit of Christmas"                             | 2015 | LeAnn Rimes                        | Today Is Christmas                                        |
| "Wrote My Way Out"                                     | 2016 | Nas, Dave East, Lin-Manuel Miranda | The Hamilton Mixtape                                      |
| "Body Language"                                        | 2017 | Tennyson                           | Uh Oh EP                                                  |
| "Things We Say"                                        | 2017 | Blu & Exile                        | In the Beginning: Before the Heavens                      |
| "12 Days of Christmas"                                 | 2017 | Colbie Caillat                     | A Bad Moms Christmas (Original Motion Picture Soundtrack) |